# اورگامال (زاوخان)
اورگامال (به لاتین: Urgamal) یک منطقهٔ مسکونی در مغولستان است که در استان زوخان واقع شده‌است.